# Kis Gábor (református lelkész)
Kis Gábor (Ádánd, 1819. október 20. – Pápa, 1899. július 18.) református lelkész, teológus, egyetemi tanár.

## Élete
Előbb Pápán gimnáziumi, majd teológiai tanár volt 1851-től 1858-ig; református lelkész Losoncon 1858-68-ban, Tatán 1868-78-ban, utána pedig Pápán lelkész. Esperes volt a tatai református egyházmegyében, majd a dunántúli református egyházkerület pénztárnoka. Megöregedvén, ezen tisztségeiről lemondott és az egyházkerület tanácselnöke lett; évei szaporodtával ezen tisztségéről is lemondott.
Költeménye a Tavaszban (Pápa, 1845); cikkei (1858-60. Beköszöntő beszéd, Gyászbeszéd és könyvism., 1862. könyvism., 1876. 1880. Tarczy Lajos jubileuma és életr., 1883. Érettségi vizsgák, 1884. könyvism. sat.); egyházi beszédei a Fördős Lajos, Különféle viszonyokra vonatkozó papi dolgozatokban (Kecskemét, 1858. 11. füzet. Az egyház körüli szolgálatban mutatkozó hidegségről); a Papi dolgozatok gyászesetekre cz. gyűjteményben (Pest, 1859. VIII. Tóth Ferencz superintendens özvegye emléke, Tőkési Zsigmond felett, Klára Sándor felett, Keresztséget nem ért kis gyermek felett); a Prot. Egyh. és Iskolai Lapba (1876., 1880., 1887); 1885 óta a Dunántúli Prot. Lapba tanügyi czikkeket, egyházkerületi gyűlési tudósításokat írt és Pap Károly, Kalászok. Bpest... c. gyűjteményébe halotti s keresztelői beszédeket.

## Munkái
- Deáki értekezés. Pápa, 1844., 1846. Két füzet (A Deáki-féle alapítvány pályanyertes művei)
- Egyházi beszédek. Homiliai társulat köréből. Uo. 1848 (A pápai főiskola theologiai ifjak önképzőkörének kiadványa.)
- Gyászhangok... Kolmár Johanna asszony halálakor részint temetése alkalmával. 1856. febr. 16. és 21. Uo. 1856
- Gyászhangok... Kubinyi Ferenczné, szül. Gyürky Francziska asszony gyászünnepén mondottak Losonczon máj. 24. 1859. Pest, 1859
- Ima és egyházi beszéd... gróf Széchenyi István tiszteletére a losonczi helv. h. egyházban 1860. ápr. 29. rendezett gyászünnep alkalmával. Uo. 1860
- Emlékbeszéd gróf Teleki László felett Balassa-Gyarmaton 1861. május 27-én. B.-Gyarmat, 1861
- Gyászbeszéd Szentiványi Bogomér felett, Uo. 1867
- Zászlószentelési beszéd az esztergom-komáromi m. k. 64. honvédzászlóalj zászlószentelési ünnepélyén Tatán, júl. 16. Komárom, 1872 (A Honban és Honvéd 39. sz. is lenyomatott.)
- Örömünnepi beszéd. Pápa, 1877